# 阿尔特奈姆
阿尔特奈姆（法語：Altenheim，法語發音：[altənaim] ⓘ）是法国下莱茵省的一个市镇，属于萨韦尔讷区。 

## 地理
阿尔特奈姆（48°43'10"N, 7°27'49"E）面积2.71 平方千米，位于法国大東部大區下莱茵省，该省份为法国大陆部分最东部的省份，是阿尔萨斯的一部分，今与上莱茵省组成了阿尔萨斯欧洲集体，其南至上莱茵省，西南接孚日省和默尔特-摩泽尔省，西接摩泽尔省，北与德国接壤，东侧沿莱茵河与德国相望。
与阿尔特奈姆接壤的市镇（或旧市镇、城区）包括：吕普斯坦、弗里多尔赛姆、菲尔绍森、利特奈姆、瓦尔多尔维赛姆、沃尔沙伊姆。
阿尔特奈姆的时区为UTC+01:00、UTC+02:00（夏令时）。

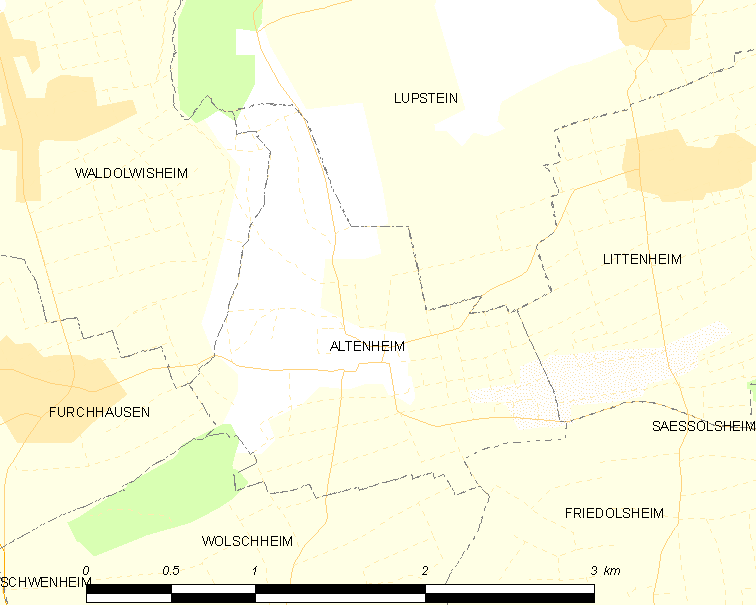
阿尔特奈姆的OSM定位图

## 行政
阿尔特奈姆的邮政编码为67490，INSEE市镇编码为67006。

## 政治
阿尔特奈姆所属的省级选区为萨韦尔讷县。

## 人口

1962-2008年间阿尔特奈姆人口变化图示

阿尔特奈姆于2022年1月1日时的人口数量为228人。